# (37348) 2001 SH289
2001 SH289 (asteroide 37348) é um asteroide da cintura principal. Possui uma excentricidade de 0.25139060 e uma inclinação de 7.12846º.
Este asteroide foi descoberto no dia 27 de setembro de 2001 por NEAT em Palomar.